# Liste du patrimoine culturel immatériel de l'humanité au Kenya
Cet article recense les pratiques inscrites au patrimoine culturel immatériel au Kenya.

## Statistiques
Le Kenya ratifie la convention pour la sauvegarde du patrimoine culturel immatériel le 24 octobre 2007. La première pratique protégée est inscrite en 2009.
En 2021, le Kenya compte 5 éléments inscrits au patrimoine culturel immatériel, 4 sur la liste du patrimoine immatériel nécessitant une sauvegarde urgente et un sur le registre des meilleures pratiques de sauvegarde.

## Listes

### Liste représentative
Le Kenya ne compte aucun élément inscrit sur la liste représentative.

### Patrimoine immatériel nécessitant une sauvegarde urgente
Les éléments suivants sont inscrits sur la liste du patrimoine immatériel nécessitant une sauvegarde urgente :
| Élément                                                                                              | Type                                                                          | Subdivision | Année | Lien  | Notes | Illus. |
| --- | ----------------------------------------------------------------------------- | ----------- | ----- | ----- | ----- | ------ |
| Les traditions et pratiques associées aux Kayas dans les forêts sacrées des Mijikenda                | traditions et expressions orales savoir-faire liés à l’artisanat traditionnel |             | 2009  | 00313 |       |        |
| La danse Isukuti des communautés Isukha et Idakho de l’ouest du Kenya                                | pratiques sociales, rituels et événements festifs                             |             | 2014  | 00981 |       |        |
| L'Enkipaata, l'Eunoto (fi) et l'Olng'esherr, trois rites de passage masculins de la communauté masaï | pratiques sociales, rituels et événements festifs                             |             | 2018  | 01390 |       |        |
| Les rituels et pratiques associés au sanctuaire de Kit Mikayi                                        | pratiques sociales, rituels et événements festifs                             | Kisumu      | 2019  | 01489 |       |        |

### Registre des meilleures pratiques de sauvegarde
Le Kenya compte un élément sélectionné au registre des meilleures pratiques de sauvegarde :
| Élément | Type | Subdivision | Année | Lien  | Notes | Illus. |
| --- | --- | ----------- | ----- | ----- | ----- | ------ |
| La réussite de la promotion des aliments traditionnels et de la sauvegarde des modes d'alimentation traditionnels au Kenya | connaissances et pratiques concernant la nature et l’univers pratiques sociales, rituels et événements festifs traditions et expressions orales |             | 2021  | 01409 |       |        |